# Адамовка (Любашёвский район)
Ада́мовка (укр. Адамівка) — село, относится к Любашёвскому району Одесской области Украины.
Население по переписи 2001 года составляло 221 человек. Почтовый индекс — 23604. Телефонный код — 4864. Занимает площадь 0,895 км². Код КОАТУУ — 5123382602.

## Местный совет
66530, Одесская обл., Любашёвский р-н, с. Кричуново